# Menglon
Menglon est une commune française située dans le département de la Drôme, en région Auvergne-Rhône-Alpes.

## Géographie

### Localisation
Menglon est située à 8 km de Luc-en-Diois et à 14 km au sud-est de Die.

### Relief et géologie
Sites particuliers :
- La Grésière (1 492 m)[1] ;
- le mont Les Aiguilles est attesté en 1891[2].

### Hydrographie
- Le Luzerand, ruisseau (affluent du Blanchon ; cf. Grane et Roche-sur-Grane)[3].

### Climat
Pour des articles plus généraux, voir Climat d'Auvergne-Rhône-Alpes et Climat de la Drôme.
En 2010, le climat de la commune est de type climat méditerranéen altéré, selon une étude du CNRS s'appuyant sur une série de données couvrant la période 1971-2000. En 2020, Météo-France publie une typologie des climats de la France métropolitaine dans laquelle la commune est exposée à un climat de montagne ou de marges de montagne et est dans la région climatique  Alpes du sud, caractérisée par une pluviométrie annuelle de 850 à 1 000 mm, minimale en été. 
Pour la période 1971-2000, la température annuelle moyenne est de 10,7 °C, avec une amplitude thermique annuelle de 17,3 °C. Le cumul annuel moyen de précipitations est de 973 mm, avec 8,2 jours de précipitations en janvier et 5,4 jours en juillet. Pour la période 1991-2020, la température moyenne annuelle observée sur la station météorologique de Météo-France la plus proche, « St Roman-Diois »sur la commune de Saint-Roman à 4 km à vol d'oiseau, est de 12,5 °C et le cumul annuel moyen de précipitations est de 800,3 mm,. Pour l'avenir, les paramètres climatiques de la commune estimés pour 2050 selon différents scénarios d'émission de gaz à effet de serre sont consultables sur un site dédié publié par Météo-France en novembre 2022.

## Urbanisme

### Typologie
Au 1er janvier 2024, Menglon est catégorisée commune rurale à habitat dispersé, selon la nouvelle grille communale de densité à 7 niveaux définie par l'Insee en 2022.
Elle est située hors unité urbaine. Par ailleurs la commune fait partie de l'aire d'attraction de Die, dont elle est une commune de la couronne,. Cette aire, qui regroupe 27 communes, est catégorisée dans les aires de moins de 50 000 habitants,.

### Occupation des sols
L'occupation des sols de la commune, telle qu'elle ressort de la base de données européenne d’occupation biophysique des sols Corine Land Cover (CLC), est marquée par l'importance des forêts et milieux semi-naturels (65,1 % en 2018), une proportion sensiblement équivalente à celle de 1990 (65,4 %). La répartition détaillée en 2018 est la suivante : forêts (59,4 %), zones agricoles hétérogènes (19,7 %), terres arables (14,2 %), milieux à végétation arbustive et/ou herbacée (4,6 %), espaces ouverts, sans ou avec peu de végétation (1,1 %), cultures permanentes (1 %). L'évolution de l’occupation des sols de la commune et de ses infrastructures peut être observée sur les différentes représentations cartographiques du territoire : la carte de Cassini (XVIIIe siècle), la carte d'état-major (1820-1866) et les cartes ou photos aériennes de l'IGN pour la période actuelle (1950 à aujourd'hui).

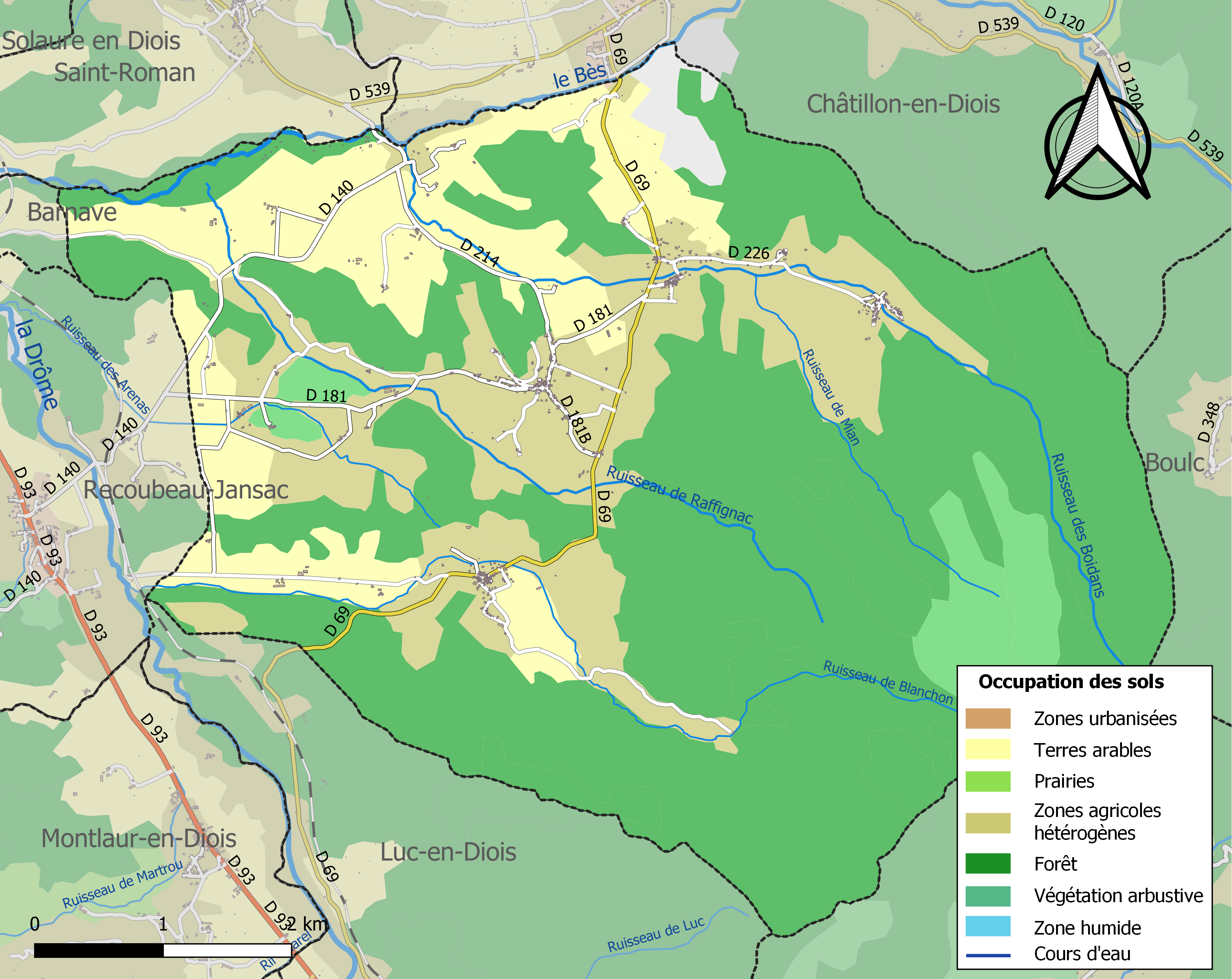
Carte des infrastructures et de l'occupation des sols de la commune en 2018 (CLC).

### Morphologie urbaine

#### Hameaux et lieux-dits
La commune est composée de différents hameaux : les Bialats, les Payats, les Gallands, les Boidans, Luzerand, les Tonnons.

## Toponymie

### Attestations
Dictionnaire topographique du département de la Drôme :
- 1146 : Menglon (cartulaire de Durbon) ;
- 1165 : castrum Menglonis (cartulaire de Die, 20) ;
- 1178 : Menglo (cartulaire de Die, 5) ;
- XIVe siècle : mention de la paroisse : capella de Menglone (pouillé de Die) ;
- 1509 : mention de l'église paroissiale Saint-Martin : ecclesia parrochialis Sancti Martini de Menglone (visites épiscopales) ;
- 1516 : mention de la paroisse : cura Menglonis (pouillé de Die) ;
- 1656 : Meinglon (archives de Vaunaveys) ;
- 1891 : Menglon, commune du canton de Châtillon-en-Diois.

## Histoire

### Préhistoire
- Habitat préhistorique[1].

### Antiquité: les Gallo-romains
- Passage de la voie romaine[1].
- Vestiges gallo-romains[1].

### Du Moyen Âge à la Révolution
La seigneurie :
- Au point de vue féodal, Menglon était une terre (ou seigneurie) patrimoniale des évêques de Die. La possession en fut confirmée par les empereurs germaniques en 1178.
- Les anciens comtes de Die y avaient tout de même quelques droits.
  - Les droits des comtes de Die passent aux Artaud d'Aix.
  - Ils passent aux Agoult.
  - 1241 : ils sont vendus aux Isoard.
- Lors du partage des biens de l'église de Die, la seigneurie de Menglon échoit au chapitre qui la garde jusqu'à la Révolution.

Avant la Révolution française, afin de permettre aux familles pauvres de glaner les grains tombés au sols lors des moissons, il était interdit aux bergers de mener leurs troupeaux dans les chaumes huit à quinze jours après le ramassage des gerbes.
Avant 1790, Menglon était une communauté de l'élection de Montélimar, subdélégation de Crest et du bailliage de Die.

Elle forma pendant longtemps deux paroisses du diocèse de Die : Menglon et Luzerand. La paroisse de Menglon, en particulier avait son église sous le vocable de Saint-Martin et ses dîmes appartenaient au chapitre de Die qui présentait à la cure.
La paroisse de Luzerand (voir ce nom) lui fut unie en 1689.

#### Luzerand
Ancienne paroisse du diocèse de Die (unie à celle de Menglon vers la fin du XVIe siècle) dont l'église était sous le vocable de Notre-Dame. Les dîmes appartenaient au chapitre de Die :
- 1168 : Luzeranz (cartulaire de Die, 9).
- 1245 : mention de la paroisse : ecclesia de Luzerant (archives de la Drôme, fonds de l'évêché de Die).
- XIVe siècle : mention de la paroisse : capella de Luserando (pouillé de Die).
- 1449 : mention de la paroisse : capella de Luzerando (pouillé hist.).
- 1509 : mention de l'église paroissiale Notre-Dame : ecclesia parrochialis Beate Marie de Luserando (visites épiscopales).
- 1521 : mention de la paroisse : cura Luzerandi (fonds de l'évêché de Die).
- 1891 : Luzerand, hameau de la commune de Menglon.

### De la Révolution à nos jours
En 1790, Mengion fait partie du canton de Châtillon-en-Diois.
1889 : construction de la mairie et de l'école[réf. nécessaire].

## Politique et administration

### Liste des maires
| Période                                  | Période                       | Identité                              | Étiquette        | Qualité |
| ---------------------------------------- | ----------------------------- | ------------------------------------- | ---------------- | ------- |
| Les données manquantes sont à compléter. |                               |                                       |                  |         |
| 1871                                     |                               | ?                                     |                  |         |
| 1874                                     |                               | ?                                     |                  |         |
| 1878                                     |                               | ?                                     |                  |         |
| 1884                                     |                               | ?                                     |                  |         |
| 1888                                     |                               | ?                                     |                  |         |
| 1892                                     |                               | ?                                     |                  |         |
| 1896                                     |                               | ?                                     |                  |         |
| 1900                                     |                               | ?                                     |                  |         |
| 1904                                     |                               | ?                                     |                  |         |
| 1908                                     |                               | ?                                     |                  |         |
| 1912                                     |                               | ?                                     |                  |         |
| 1919                                     |                               | ?                                     |                  |         |
| 1925                                     |                               | ?                                     |                  |         |
| 1929                                     |                               | ?                                     |                  |         |
| 1935                                     |                               | ?                                     |                  |         |
| 1945                                     |                               | ?                                     |                  |         |
| 1947                                     |                               | ?                                     |                  |         |
| 1953                                     |                               | ?                                     |                  |         |
| 1959                                     |                               | ?                                     |                  |         |
| 1965                                     |                               | ?                                     |                  |         |
| 1971                                     |                               | ?                                     |                  |         |
| 1977                                     |                               | ?                                     |                  |         |
| 1983                                     |                               | ?                                     |                  |         |
| 1989                                     |                               | ?                                     |                  |         |
| 1995                                     |                               | ?                                     |                  |         |
| 2001                                     | 2008                          | Henri Lagarde                         |                  |         |
| 2008                                     | 2014                          | ?                                     |                  |         |
| 2014                                     | 2020                          | Jean-Michel Rey                       | (sans étiquette) | ouvrier |
| 2020                                     | En cours (au 28 janvier 2021) | Jean-Marc Favier[source insuffisante] |                  |         |

## Population et société

### Démographie
L'évolution du nombre d'habitants est connue à travers les recensements de la population effectués dans la commune depuis 1793. Pour les communes de moins de 10 000 habitants, une enquête de recensement portant sur toute la population est réalisée tous les cinq ans, les populations de référence des années intermédiaires étant quant à elles estimées par interpolation ou extrapolation. Pour la commune, le premier recensement exhaustif entrant dans le cadre du nouveau dispositif a été réalisé en 2008.

En 2022, la commune comptait 538 habitants, en évolution de +7,39 % par rapport à 2016 (Drôme : +2,64 %, France hors Mayotte : +2,11 %).
| 1793 | 1800 | 1806 | 1821 | 1831 | 1836 | 1841 | 1846 | 1851 |
| ---- | ---- | ---- | ---- | ---- | ---- | ---- | ---- | ---- |
| 750  | 694  | 683  | 757  | 867  | 904  | 914  | 883  | 888  |

| 1856 | 1861 | 1866 | 1872 | 1876 | 1881 | 1886 | 1891 | 1896 |
| ---- | ---- | ---- | ---- | ---- | ---- | ---- | ---- | ---- |
| 893  | 893  | 877  | 882  | 864  | 806  | 833  | 832  | 809  |

| 1901 | 1906 | 1911 | 1921 | 1926 | 1931 | 1936 | 1946 | 1954 |
| ---- | ---- | ---- | ---- | ---- | ---- | ---- | ---- | ---- |
| 736  | 741  | 720  | 620  | 571  | 598  | 588  | 461  | 409  |

| 1962 | 1968 | 1975 | 1982 | 1990 | 1999 | 2006 | 2008 | 2013 |
| ---- | ---- | ---- | ---- | ---- | ---- | ---- | ---- | ---- |
| 368  | 331  | 317  | 287  | 332  | 355  | 388  | 398  | 466  |

| 2018 | 2022 | - | - | - | - | - | - | - |
| ---- | ---- | - | - | - | - | - | - | - |
| 533  | 538  | - | - | - | - | - | - | - |

### Manifestations culturelles et festivités
Fête : 5ème week-end d'août ou premier de septembre (pendant deux jours).

## Économie

### Agriculture
En 1992 : bois (sapin), agriculture, vignes (vins AOC Châtillon-en-Diois et Clairette de Die), ovins.

## Culture locale et patrimoine

### Lieux et monuments
- Château de Saint-Ferréol[1].
- Le château est rectangulaire avec des tours d'angle. Il est situé au nord de la commune et accueille l'école Caminando de la Nature et des savoirs[24].
- Château de Perdyer[1].
- Fermes fortes[1].
- Église catholique remaniée[1].

L'église Saint-Martin a été transformée en salle polyvalente[réf. nécessaire].
- Temple protestant[1].

### Patrimoine naturel
- Ancienne mine[1].

### Personnalités liées à la commune
- Yvonne Oddon, résistante. Elle est inhumée à Menglon.

### Héraldique, logotype et devise
|  | Menglon possède des armoiries dont l'origine et le blasonnement exact ne sont pas disponibles. |